# William Deane Hawkins
Pour les articles homonymes, voir Hawkins.
William Deane Hawkins fut lieutenant dans l'armée américaine durant la Seconde Guerre mondiale.
Né le 18 avril 1914 à Fort Scott dans le Kansas, Hawkins s'engage dans l'United States Marine Corps après l'attaque de Pearl Harbor. Lieutenant durant la Seconde Guerre mondiale, il participe à la bataille de Guadalcanal et à celle de Tarawa. C'est lors de cette bataille qu'il meurt héroïquement. Le 20 novembre, il est à la tête des Scout Sniper Platoon qui doivent débarquer sur la grande jetée qu'ils doivent prendre aux Japonais. Après la réussite de l'opération, Hawkins participe aux combats sur Betio. Prenant des risques insensés pour progresser, il tue tous les Japonais dans les duels au corps à corps. Une première fois blessé à la main par un obus de mortier qui tue trois de ses hommes, il refuse de se faire évacuer. Le soir du 22 novembre, alors qu'il élimine des abris japonais à l'aide de TNT, il est touché à l'épaule par une balle explosive de mitrailleuse de 13,2 mm qui lui sectionne une artère. Malgré les efforts des chirurgiens, William Hawkins meurt le lendemain au petit matin. Pour son action, il fut décoré de la médaille de l'honneur à titre posthume.
Peu après la prise de Betio, le terrain d'aviation de l'atoll est renommé en son honneur.

## Décorations
Medal of Honor (à titre posthume)

 Purple Heart

## Divers
L'action de Hawkins lors de la bataille de Tarawa est décrite dans Tarawa : Atoll sanglant, album de bande dessinée de Jean-Michel Charlier et Victor Hubinon.